# Laurie Scott (football)
Pour les articles homonymes, voir Scott.
Laurie Scott, né le 23 avril 1917 à Sheffield (Angleterre), mort le 7 juillet 1999, était un footballeur anglais, qui évoluait au poste de défenseur à Arsenal et en équipe d'Angleterre.
Scott n'a marqué aucun but lors de ses dix-sept sélections avec l'équipe d'Angleterre entre 1946 et 1948.

## Carrière de joueur
- 1935-1937 : Bradford City
- 1937-1951 : Arsenal
- 1951-1952 : Crystal Palace

## Palmarès

### En équipe nationale
- 17 sélections et 0 but avec l'équipe d'Angleterre entre 1946 et 1948.

### Avec Arsenal
- Vainqueur du Championnat d'Angleterre de football en 1938 et 1948.
- Vainqueur de la Coupe d'Angleterre de football en 1950.
- Vainqueur du Charity Shield en 1938 et 1948.

## Carrière d'entraîneur
- 1951-1954 : Crystal Palace